# تپه سبز مرودشت
تپه سبز مرودشت مربوط به هزاره دوم و۱ قبل از میلاد است و در مرودشت، حدفاصل خیابانهای سعدی، رسالت و فردوسی واقع شده و این اثر در تاریخ ۲۴ اسفند ۱۳۸۳ با شمارهٔ ثبت ۱۱۷۴۳ به‌عنوان یکی از آثار ملی ایران به ثبت رسیده است.